# Strathpine
Strathpine ist ein Stadtteil (Suburb) von Brisbane, der Hauptstadt des australischen Bundesstaats Queensland. Der Ort liegt rund 20 Kilometer nördlich von Brisbanes Innenstadt. Die Einwohnerzahl lag 2021 bei 10.647 Personen.

## Geschichte
„Strathpine“ ist ein schottisch-gälischer Name. „Strath“ bedeutet „Tal“ und „pine“ bezieht sich auf den Pine River.
Das Gebiet, das heute als Strathpine bekannt ist, wurde ursprünglich in den 1860er Jahren während der Goldentdeckungen erschlossen. Im späten 19. Jahrhundert war die Gegend für die Zucker- und Rumproduktion bekannt mit mehreren Zuckermühlen und Brennereien. Die Bevölkerung des Gebiets wuchs in den 1940er Jahren nach der Eröffnung des „Camp Strathpine“, eines großen Armeelagers und Flugplatzes mit australischen und amerikanischen Streitkräften.